# Посольство Угорщини в Україні
Посольство Угорщини в Києві — офіційне дипломатичне представництво Угорщини в Україні, відповідає за розвиток та підтримання відносин між Україною та Угорщиною.

## Історія посольства
В радянський час в Києві працювало генеральне консульство Угорської Народної Республіки. Генеральними консулами були Ласло Ваці, Дьєрдь Макларі, Іштван Монорі.
Одразу після оголошення результатів Всенародного референдуму Будапешт встановлює дипломатичні відносини з Україною. 6 грудня 1991 року в урочистій обстановці в Маріїнському палаці було підписано Договір про основи добросусідства та співробітництва — перший документ такого рівня, який підписала Україна. Того ж дня в Києві було відкрито посольство Угорщини, знову ж таки перше серед іноземних дипломатичних представництв.
Посольство України в Угорщині було урочисто відкрито 24 березня 1992 року. Воно стало першим дипломатичним представництвом України за кордоном.

## Посли Угорщини в Україні
1. Форґач Йоганн (1917—1918)
2. Андраш Палді (1992)
3. Іштван Варґа (1992—1995)
4. Лоранд Тот (1995—1997)[3][4]
5. Янош Кішфалві (1997—2001)
6. Ференц Контра (2001—2003)
7. Янош Тот (2003—2008)
8. Андраш Баршонь (2008—2010)
9. Міхаль Баєр (2010—2014)
10. Ерно Кешкень (2014[5]—2018)
11. Іштван Ійдярто (2018—2023)
12. Онтал Гейзер (з 2023)[6]

## Консульства

### Генеральне консульство Угорщини в Києві
Консульство працювало по вулиці Інститутській, 8.
1. Вілмош Кочиш (1969—1972)
2. Ласло Ваци (1972—1975)
3. Дьєрдь Макларі (1979—1983)
4. Іштван Монорі (1983—1986)
5. Андраш Палді (1986—1992)

### Генеральне консульство Угорщини в Ужгороді
- Генеральні консули:

1. Іштван Монорі (István Monori) (1993—1995)[8]
2. Золтан Сакач (Zoltán Szakács) (1995—2000)[9]
3. Отто Сабо (Ottó Szabó) (2000—2005)[10]
4. Вілмош Сіклаварі (Vilmos Sziklavári) (2005—2010)[11]
5. Йожеф Бачкаі (József Bacskai) (2010—2015)[12]
6. Йожеф Бугайло (József Buhajla) (2015—2020)[13]
7. Йожеф Бачкаі (József Bacskai) (2021—)[14]

### Консульство Угорщини в Берегові
Канцелярія: 90200, м. Берегове, вул. Б. Хмельницького, 53

- Консули

1. Йожеф Бачкаі (2008—2010)
2. Іштван Тот (2010—2014)[15]
3. Ендре Саліпскі (2014—2017)[16][17][18]
4. Матяш Сіладі (2017—)[19]